# Matheus Sávio
Matheus Gonçalves Sávio, oder einfach Matheus Sávio (* 15. April 1997 in Ribeirão Preto), ist ein brasilianischer Fußballspieler.

## Karriere
Matheus Sávio erlernte das Fußballspielen in den Jugendmannschaften der brasilianischen Vereine Desportivo Brasil in Porto Feliz und des CR Flamengo in Rio de Janeiro. Bei Flamengo unterschrieb er 2017 auch seinen ersten Profivertrag. 2017 gewann er mit Flamengo die Staatsmeisterschaft von Rio de Janeiro. Bei der Copa do Brasil und der Série A belegte er mit Flamengo den zweiten Platz. Von Januar 2018 bis Juni 2018 wurde er an GD Estoril Praia nach Portugal ausgeliehen. Der Verein aus Estoril spielte in der zweiten Liga, der Segunda Liga. Von Januar 2019 bis Juni 2019 spielte er ebenfalls auf Leihbasis beim CS Alagoano in Maceió. Mit Alagoano gewann er die Staatsmeisterschaft von Alagoas. Im Juli 2019 wurde er an den japanischen Zweitligisten Kashiwa Reysol aus Kashiwa ausgeliehen. Mit Kashiwa wurde er Meister der J2 League und stieg in die erste Liga auf. Nach Ende der Ausleihe wurde er Anfang 2020 von Kashiwa fest verpflichtet. Nach 127 Ligaspielen wechselte er im Januar 2025 zum ebenfalls in der ersten Liga spielenden Urawa Red Diamonds.

## Erfolge
Flamengo Rio de Janeiro
- Staatsmeisterschaft von Rio de Janeiro: 2017

CS Alagoano
- Staatsmeisterschaft von Alagoas: 2019

Kashiwa Reysol
- J2 League: 2019